# Meat Is Murder
Meat Is Murder ist das zweite Studioalbum der britischen Alternative-Rock-Band The Smiths. Es erschien im Februar 1985 und wurde zu ihrer einzigen Nummer-Eins-Platzierung in den britischen Albencharts, wo sich das Album 13 Wochen lang hielt. Es erreichte Chartplatz #110 in den Vereinigten Staaten.
2003 belegte das Album Platz #295 in der Liste der 500 besten Alben aller Zeiten vom Rolling Stone. Es erreichte Platz #100 in der „Liste der 100 Platten des Jahrhunderts“, kuratiert von der spex und VIVA Zwei.

## Entstehungsgeschichte
Nach der Enttäuschung über die Produktionsweise des Debütalbums, The Smiths, produzierten der Sänger Morrissey sowie der Gitarrist Johnny Marr das Album selber und wurden dabei nur vom Toningenieur Stephen Street unterstützt, welchen sie zum ersten Mal bei einer Aufnahmesession für das Lied „Heaven Knows I'm Miserable Now“ trafen und um seine Kontaktadresse baten. Offiziell wird die Produktion des Albums den Smiths zugeschrieben.

## Inhalt und politische Ausrichtung
Meat Is Murder ist politischer und schriller als der Vorgänger. Dies merkt man am pro-vegetarischen Titeltrack (Morrissey verbot dem Rest der Gruppe, beim Essen von Fleisch fotografiert zu werden), dem leichtlebigen „Nowhere Fast“ und den Songs „The Headmaster Ritual“ und „Barbarism Begins at Home“, welche sich beide gegen die Körperstrafe aussprechen. Musikalisch gesehen wagte die Band mehr auf dem Album. Gitarrist Marr fügte Rockabilly-Gitarrenriffs zum Song „Rusholme Ruffians“ hinzu, während Bassist Rourke funkähnliche Rhythmen auf „Barbarism Begins at Home“ spielt.
Morrissey brachte auch in viele Presseinterviews über das Album eine politische Komponente, was zu weiteren Kontroversen führte. Unter seinen Opfern und Zielscheiben war die Thatcher-Regierung, die Monarchie sowie Band Aid. Morrissey stichelte bekanntermaßen gegen das Letztere: „Man kann sich sehr sorgen um das Volk in Äthiopien, aber es ist was Anderes, die tägliche Folter auch auf das Volk von England zu übertragen.“

## Veröffentlichung
Die nachfolgende Single-Veröffentlichung Shakespeare's Sister war von Chartserfolgen aus gesehen kein großer Erfolg. Dies galt auch für „That Joke Isn't Funny Anymore“, der einzigen Singleauskopplung des Albums. Andererseits hielten viele dies auch für eine merkwürdige Auskopplung mit experimentellen Songstrukturen und rückwärts abgespielten Gitarren. Die Charts reflektierten diese Skepsis und so konnte die Single nur so gerade die Top 50 entern (Topplatzierung #49). Der Song „The Boy with the Thorn in His Side“ vom September 1985 jedoch war eine Ankündigung des späteren großen Erfolges der Band.
Der Song „How Soon Is Now?“ erschien erstmals auf der B-Seite von „William, It Was Really Nothing“ und wurde zur US-Edition von „Meat Is Murder“ hinzugefügt, nachdem es zum Erfolg in amerikanischen Discos und alternativen Radiostationen wurde. Seit 1992 erscheint der Song auch beim Vertrieb des Albums bei WEA. Der Song wurde letztendlich auch als Single ausgekoppelt und erreichte Platz #24 in den Charts. Zwei Meat Is Murder-Albentracks („Well I Wonder“ sowie „What She Said“) wurde auch zu B-Seiten von weiteren Singles.

## Besetzung
- Morrissey – Gesang
- Johnny Marr – Gitarre, Klavier; Slide Gitarre (That Joke isn't Funny Anymore)[4]; Soundeffekte (Well I Wonder)[5]
- Andy Rourke – Bass
- Mike Joyce – Schlagzeug, Tamburin[6], Congas
- Stephen Street – Soundeffekte (Rusholme Ruffians, I Want The One I Can't Have, Meat Is Murder)

## Artwork
Das Albencover zeigt einen bearbeiteten Filmausschnitt aus der Dokumentation In the Year of the Pig (1968) von Emile de Antonio. Der Schriftzug auf dem Helm des Soldaten hieß eigentlich „Make War Not Love“, wurde jedoch zu „Meat Is Murder“ geändert.

## Titelliste
Alle Titel von Morrissey/Marr.
1. The Headmaster Ritual – 4:52
2. Rusholme Ruffians – 4:20
3. I Want the One I Can't Have – 3:14
4. What She Said – 2:42
5. That Joke Isn't Funny Anymore – 4.59
6. How Soon Is Now? – 6.46 Anfangs nicht auf den UK- und europäischen Versionen des Albums.
7. Nowhere Fast – 2.37
8. Well I Wonder – 4.00
9. Barbarism Begins at Home – 6.57
10. Meat Is Murder – 6.06

## Rezeption
Marilyn Manson führt in seiner Autobiographie als ein Kriterium für Homosexualität an: „Wenn du Vegetarier bist, weil du dich mit dem Smiths-Album Meat is Murder identifizierst.“